# Armalite
ArmaLite – amerykańskie przedsiębiorstwo zajmujące się produkcją i badaniami broni strzeleckiej, myśliwskiej i sportowej.
Firma została założona w 1949, a w 1954 weszła w skład korporacji Fairchild Engine and Airplane. Powtórnie samodzielną działalność rozpoczęła w 1961. Głównym konstruktorem firmy w latach 50. XX wieku był Eugene Stoner. Broń, którą opracowała firma, oznaczano literami AR.